# Bronze

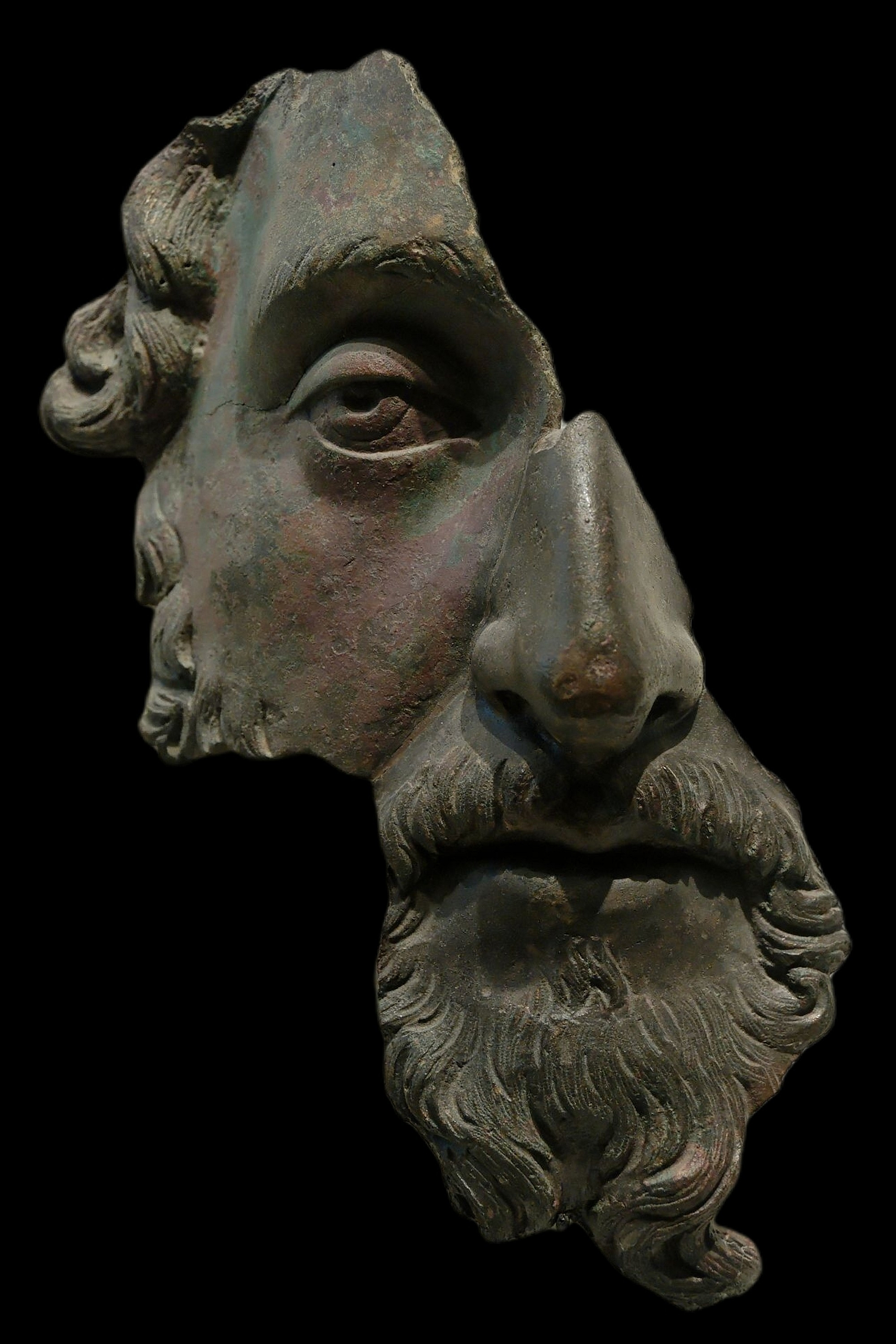
Fragment einer Bronzebüste des Mark Aurel, etwa 170 n. Chr., Louvre

Mit dem Sammelbegriff Bronzen werden Legierungen mit mindestens 60 % Kupfer bezeichnet, soweit sie nicht durch den Hauptlegierungszusatz Zink dem Messing zuzuordnen sind.
Metallurgisch wird der Begriff inzwischen nur zusammen mit dem vorangestellten Hauptlegierungszusatz verwendet; korrekt handelt es sich dann um eine Antimon- und Arsenbronze, Aluminiumbronze, Bleibronze oder Manganbronze. In historischen Kontexten, etwa zum Thema Bronzezeit und Bronzebildwerken, wird „Bronze“ (in Österreich teilweise ohne endendes -e gesprochen) alleinstehend und meist für eine Zinnbronze verwendet. Auch bei der Phosphorbronze handelt es sich um eine Zinnbronze, der Phosphoranteil im Metall ist gering.

## Etymologie
Die heutige Bezeichnung für die Legierung wurde im 17. Jahrhundert zuerst aus dem italienischen bronzo, später auch über das französische bronze erneut entlehnt. Die Vorgeschichte ist etymologisch unklar. Das Wort gelangte zuerst im 14. Jahrhundert aus dem Orient ins Italienische. Nicht auszuschließen ist ein Zusammenhang mit dem persischen Wort birindsch (pirinğ bzw. birinğ) für Kupfer, woraus mittellateinisch bronzium und italienisch bronzo ableitbar wären.

## Mineralische Grundlagen
Zu den in Mitteleuropa frühzeitlich entdeckten Kupfererzvorkommen gehören die Fahlerze: Tetraedrit (Antimonfahlerz), Tennantit (Arsenfahlerz), Freibergit, Germanit, Colusit, Schwazit (Quecksilberfahlerz), Hermesit, Annivit; oder Wolfsbergit (Kupferantimonglanz) – bei denen das enthaltene Kupfer von Antimon, Arsen, Schwefel, Blei und Eisen begleitet wird, Elemente, deren saubere Abtrennung grundlegende metallurgische Fähigkeiten voraussetzt. Zinnerze wurden insbesondere als Kassiterit (Zinnstein) und als Stannit (Zinnkies) gefunden.

## Zusammensetzung/Eigenschaften

### Zinnbronzen

Gleichgewichts-Phasendiagramm für das System Kupfer-Zinn im Bereich der Zinnbronzen

Im Bronzebereich des Systems Kupfer-Zinn bilden sich aus der Schmelze bei unterschiedlicher Zusammensetzung drei verschiedene Mischkristalle: Der α-Mischkristall entspricht dem des Reinkupfers, das ein kubisch flächenzentriertes Gitter bildet. Der Schmelzpunkt des Reinkupfers ist 1083 °C. Bei etwa 24 % Zinn liegt der β-Mischkristall vor, der ein kubisch raumzentriertes Gitter besitzt, bei circa 30 % Zinn und darüber der ebenfalls kubisch raumzentrierte γ-Mischkristall. Zwischen den Mischkristallen α und β und zwischen β und γ bildet sich je ein peritektisches Teilsystem. Das technisch relevante Peritektikum α/β liegt bei 22 % Zinn und 798 °C. Bei 586 °C findet ein eutektoider Zerfall der β-Mischkristalle in α- und γ-Mischkristalle statt. Aus den γ-Mischkristallen können sich je nach Legierungszusammensetzung bei Abkühlung zwei intermetallische Verbindungen bilden: Die δ-Phase entspricht Cu31Sn8 und damit circa 32,5 % Zinn. Sie bildet eine enorm große kubisch flächenzentrierte Elementarzelle mit 416 Atomen und hat eine sehr große Härte. Die orthorhombische ε-Phase entspricht Cu3Sn und liegt damit bei circa 38,4 % Zinn vor. Im technisch relevanten Bereich entsteht die δ-Phase bei 520 °C beim Zerfall der γ-Mischkristalle in ein eutektoides Gefüge aus α- und δ-Mischkristallen mit 27 % Zinn. Ein weiterer eutektoider Zerfall der δ-Mischkristalle in α- und ε-Mischkristalle bei circa 350 °C findet unter realen technischen Verhältnissen nicht mehr statt, weil die Diffusion zu stark behindert ist. Zur Herstellung des Gleichgewichts wären hier Kaltumformung und ein mehrmonatiges Glühen erforderlich.
Die tatsächlich entstehenden Gefüge sind vor allem bestimmt durch die große Diffusionsträgheit des Zinns, die bereits bei der Kristallisation aus der Schmelze die Einstellung des Gleichgewichts verhindert. Damit liegt in Zinnbronze nur bei Zinngehalten unter 5–6 % ein Gefüge ausschließlich aus α-Mischkristallen vor; bei höheren Gehalten besteht es aus weichen α-Mischkristallen und dem harten α/δ-Eutektoid.
Durch den Zinnzusatz nimmt die Festigkeit der Legierung zu und erreicht zwischen 10 und 15 % Zinn ein Maximum. Die Dehngrenze nimmt annähernd linear zu, wobei sie sich gegenüber dem Reinkupfer vervielfacht, und erreicht bei etwa 20 % ein Maximum. Die Bruchdehnung beginnt, ausgehend von den hohen Werten des Kupfers, jenseits von 5 % Zinn rapide abzunehmen und nähert sich annähernd exponentiell der Nulllinie, die zwischen 20 und 25 % praktisch erreicht ist. Die Härte nimmt stetig zu, was sich bei höherem Zinngehalt nochmals verstärkt. Die Dichte nimmt pro 6 % Zinnzusatz um 0,1 g/cm³ ab. Sie liegt bei 8 % Zinn bei 8,79 g/cm³.

### Legierungen und Legierungszusätze

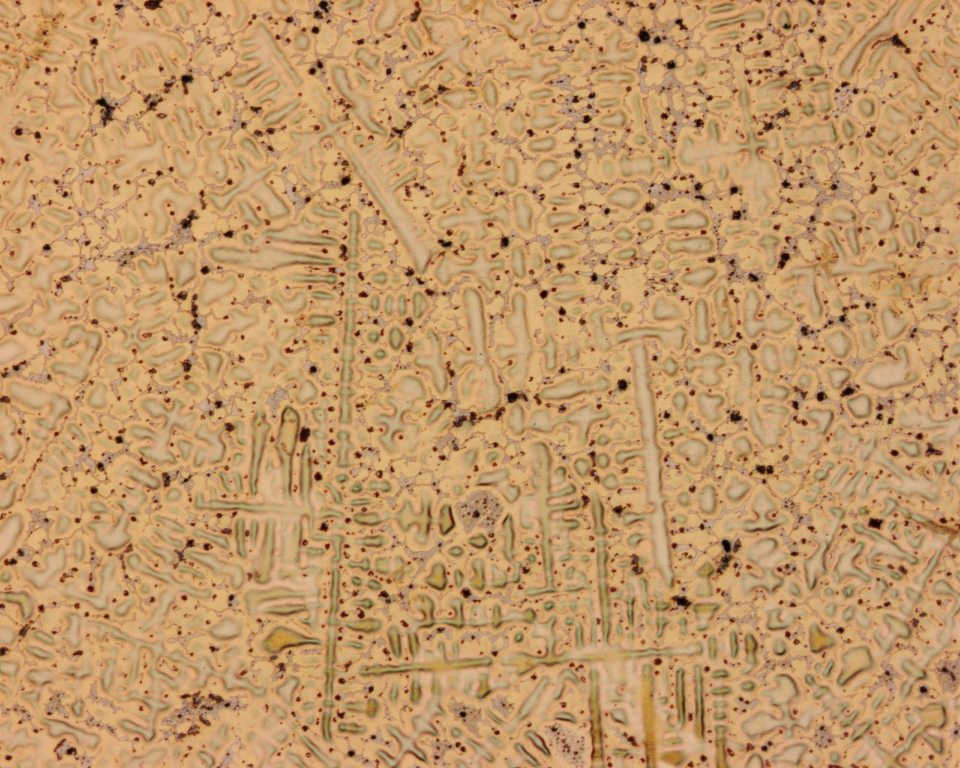
Gefüge einer Gussbronze mit 11 % Zinn und etwas Blei, sichtbar die dendritischen α-Mischkristalle mit Seigerungen, feinkörniges Eutektoid und dunkle Bleiansammlungen

Zinnbronzen sind als Kupfer-Zinn-Legierungen genormt und werden aufgrund der grundsätzlich unterschiedlichen Anforderungen und Eigenschaften in Knetlegierungen (max. 9 % Zinn), die für die umformende Verarbeitung geeignet sind, und Gusslegierungen (9 % bis 13 % Zinn) gegliedert. Darüber hinaus kommen noch sogenannte Glockenbronzen mit etwa 20 % (maximal 22 %) Zinn zur Anwendung.
- Phosphor reduziert Kupferoxid und verflüssigt damit auch die Schmelze. Zinnoxid wird zwar nicht reduziert, kann aber in der desoxidierten Schmelze leichter in die Schlacke aufsteigen. Bei Zugabe von Phosphor als Desoxidationsmittel, in aller Regel als vorlegiertes Phosphorkupfer mit 10 oder 15 % Phosphorgehalt, ist so zu dosieren, dass nach der Desoxidation noch mindestens 0,01 % Phosphorüberschuss in der Schmelze verbleibt. Gießstrahloxidation wird so vermieden; Gießbarkeit und physikalische Eigenschaften im Guss werden verbessert. Negativ wirkt sich Phosphor lediglich auf die elektrische Leitfähigkeit aus. Bei Gehalten von mehr als 0,1 % tritt Cu3P im Gefüge auf. Bei Lagerwerkstoffen kann dies erwünscht sein, bei Leitkupfer ist Phosphor als Desoxidationsmittel durch Mangankupfer oder eine andere phosphorfreie Vorlegierung zu ersetzen.
- Nickel, das die Entstehung eines zusätzlichen ϑ-Mischkristalls im Bereich um 9 % Zinn bewirkt, erhöht die Zähigkeit und verringert den Wandstärkeneinfluss auf die Festigkeit. Es kommt daher nur bei Gusslegierungen mit einem Anteil bis zu 2,5 % zum Einsatz.
- Blei bildet eine eigene Phase und liegt im Gefüge fein verteilt vor. Es verbessert Spanbarkeit und Gleiteigenschaften, erhöht jedoch die Warmbrüchigkeit. Es kommt daher mit 2 % bei Gusslegierungen für Lagerwerkstoffe zum Einsatz, bei Knetlegierungen mit 4 % nur im Sonderfall des Strang-, Band- und Drahtgusses, wo keine anschließende Warmumformung mehr erforderlich ist und das Produkt zerspanbar sein soll.
- Zink kann unter Umständen die halbe Menge Zinn ersetzen; es kommt aus wirtschaftlichen Gründen zum Einsatz. Es wirkt desoxidierend, so dass hier der Phosphorzusatz entfallen kann. Dies wird u. a. bei Legierungen für Kontaktwerkstoffe genutzt.

Eigener Normierung unterliegen die Schweißzusätze und Hartlote auf Kupfer-Zinn-Basis.

### Weitere Bronzen
Enthalten Legierungen nur wenig oder kein Zinn, werden sie häufig „Sonderbronzen“ genannt. Ihre Bezeichnungen werden vom Legierungszusatz abgeleitet: Aluminiumbronze, Manganbronze, Nickelbronze etc. (siehe Übersichtstabelle unten). Berylliumbronze ist ein spezieller Kupferwerkstoff für funkenfreie Werkzeuge, der lediglich 2–3 % Beryllium und eine geringe Menge Cobalt enthält.
Bleibronze (auch Kupfer-Zinn-Blei-Bronze) ist eine Lagerlegierung mit 5–22 % Blei.
Rotguss zählt nicht zu den Zinnbronzen, ist damit auch nicht Bronze im engeren Sinne, obwohl gelegentlich als Maschinenbronze, Kanonenbronze und ähnlich bezeichnet. Es ist eine Legierung auf Kupferbasis, deren Eigenschaften weniger vom Zusatz an Zinn als von Zink, Blei und Nickel bestimmt werden.
Als Kunstbronze wird in Abgrenzung zur teureren echten Bronze eine Legierung aus verschiedenen Metallen bezeichnet, normalerweise eine Mischung aus Kupfer, Zink und Zinn, die oft auch mit anderen Metallen wie Blei, Nickel oder Aluminium legiert werden kann und die Bronze-ähnliche Eigenschaften aufweist, aber weniger langlebig und nicht so widerstandsfähig ist wie echte Bronze.

### Tabellenübersicht der Bronzelegierungen

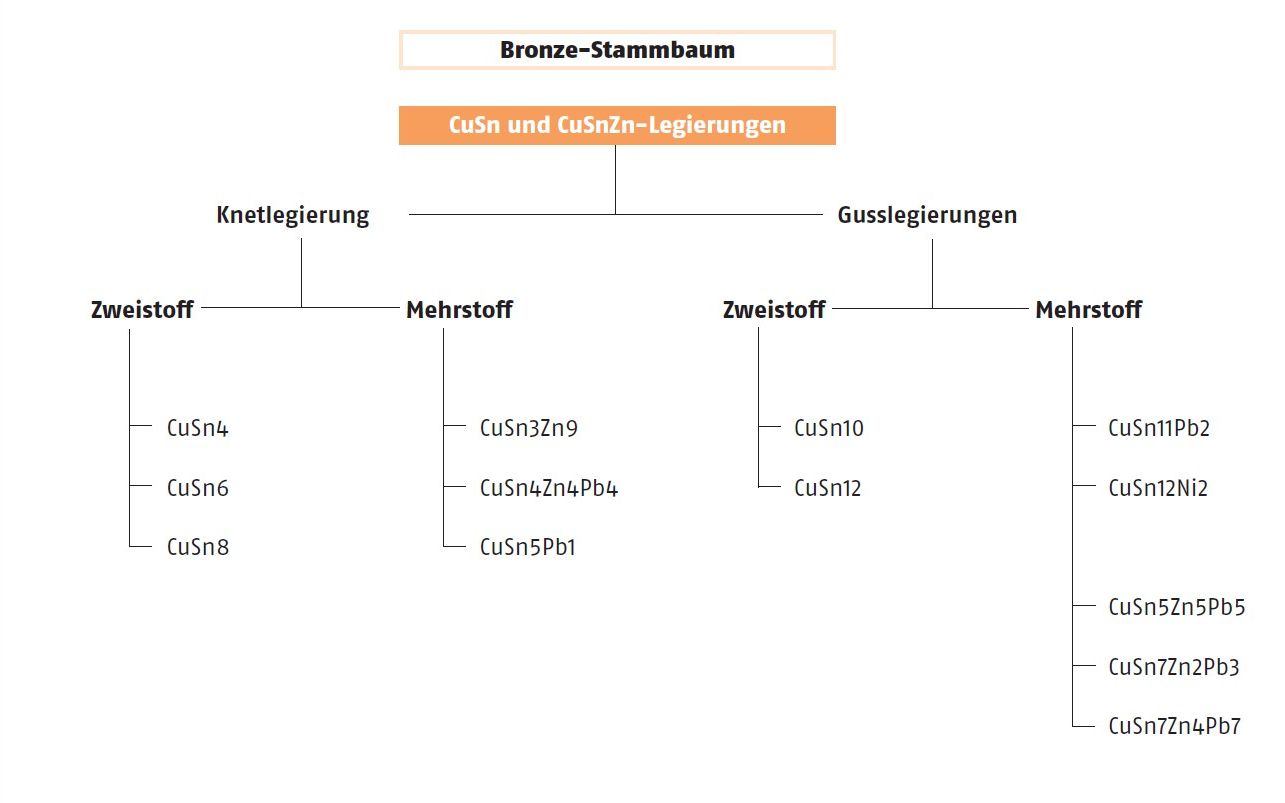
Darstellung der Bronze-Guss- und Knetlegierungen durch das Deutsche Kupferinstitut

| Name der Legierung                 | Komponenten zu Kupfer                                                    | Eigenschaften                                                                             | Verwendung |
| ---------------------------------- | ------------------------------------------------------------------------ | ----------------------------------------------------------------------------------------- | --- |
| Guss-Zinnbronze                    | bis 22 % Zinn, vorwiegend 10–12 % Zinn, Dichte etwa 8,8024 kg/dm³        | elastisch, zäh, korrosionsbeständig                                                       | überwiegend als Formguss, bis 6 % Zinn kalt walzbar zu Blechen und Prägevormaterial (Medaillen, Münzen), Drahtziehen bis 10 % Zinn. Glockenguss (Glockenbronze: etwa 20–24 % Zinn), historisch ist Kanonenbronze, ebenso Klanginstrumente. Statuenbronze für Kunstguss (Kleinbronzen, Denkmale) |
| Aluminiumbronze                    | 5–10 % Aluminium                                                         | seewasserbeständig, verschleißfest, elastisch, leicht magnetisch, goldfarben              | Federblech, Waagebalken, Schiffspropeller, chemische Industrie |
| Bleibronze                         | bis zu 26 % Blei                                                         | korrosionsbeständig, gute Gleiteigenschaften                                              | Lagermetall, Verbund- und Formgusswerkstoffe, antike Münzbronze enthielt häufig Blei, dem nicht alles Silber abgetrieben wurde |
| Manganbronze                       | 12 % Mangan                                                              | korrosionsbeständig, hitzebeständig                                                       | elektrische Widerstände (in den USA trotz des in manchen Legierungen enthaltenen Zinkanteils von 20–40 % als manganese bronze bezeichnet, zum Beispiel bei einigen von Ampco hergestellten Werkstoffen)                                                                                         |
| Siliciumbronze                     | 1–2 % Silicium                                                           | mechanisch und chemisch hoch beanspruchbar, hohe Leitfähigkeit                            | Oberleitungen, Schleifkontakte, Chemische Industrie, Verbindungsmittel im Schiffbau |
| Berylliumkupfer (Berylliumbronze)  | 2 % Beryllium                                                            | hart, elastisch, giftig                                                                   | Federn, Uhren, funkenfreie Werkzeuge |
| Phosphorbronze                     | 7 % Zinn, 0,5 % Phosphor                                                 | hohe Dichte und Festigkeit                                                                | zähfeste Maschinenteile, Achsenlager, Gitarrensaiten |
| Leitbronze                         | Magnesium, Cadmium, Zink (gesamt 3 %)                                    | elektrische Eigenschaften ähnlich Kupfer, jedoch zugfester                                | Freileitungen, Starkstromanlagen |
| Rotguss                            | Zinn, Zink, Blei (gesamt 10–20 %)                                        | korrosionsbeständig, gute Gleiteigenschaften und Gießbarkeit                              | Gleitlager, Armaturen, Schneckenräder, Kunstguss |
| Stahlbronze                        | 92 % Kupfer und 8 % Zinn                                                 | hohe Dichte und Festigkeit, galt in den 1870er Jahren als ernsthafte Alternative zu Stahl | Das Material wurde von Franz von Uchatius entdeckt und insbesondere in der Österreichisch-Ungarischen Artillerie verwendet. |
| Korinthisches Erz (corinthium aes) | 1–3 % Gold, 1–3 % Silber, manchmal wenige Prozent Arsen, Zinn oder Eisen | durch Patinieren schwarz färbbar                                                          | historischer Werkstoff für Statuen und Luxusartikel (Antike) |
| Potin                              | französische Bezeichnung für Legierungen auf Kupferbasis                 |                                                                                           | Potin gris ist als Bronzelegierung zu bezeichnen. Potin jaune ist aus Altmessing hergestelltes Gussmessing. Bezeichnung auch für keltische Münzbronze |

### Statuenbronze
Meyers Konversationslexikon von 1905 benannte für die Legierung einer der Witterung widerstehenden Bronze zur Herstellung von Bronzeskulpturen 89 % Kupfer, 8,2 % Zinn und 1,5 % Blei. Weiter wurden die Legierungen einiger ausgeführter Statuen angegeben:
| Statue                      | Kupfer | Zink | Zinn | Blei |
| --------------------------- | ------ | ---- | ---- | ---- |
| Friedrich Wilhelm IV., Köln | 89,55  | 7,46 | 2,99 | –    |
| Löwenkämpfer, Berlin        | 88,88  | 9,72 | 1,40 | –    |
| Amazone, Berlin             | 90,00  | 6,00 | 4,00 | 1,00 |
| Blücher, Berlin             | 90,10  | 5,30 | 4,60 | –    |
| Friedrich II., Berlin       | 88,30  | 9,50 | 1,40 | 0,07 |
| Großer Kurfürst, Berlin     | 89,09  | 1,64 | 5,82 | 2,26 |
| Großer Kurfürst, Berlin     | 87,91  | 1,38 | 7,45 | 2,65 |

Eine schöne grüne Patina besaßen laut Meyers 1905 diese Monumente:
| Statue                         | Kupfer | Zink  | Zinn | Blei | Eisen | Nickel |
| ------------------------------ | ------ | ----- | ---- | ---- | ----- | ------ |
| Schäfer am Teich, Potsdam      | 89,20  | 01,12 | 8,86 | 0,51 | 0,18  | –      |
| Bronze aus dem 16. Jahrhundert | 89,40  | –     | 8,17 | 1,05 | 0,34  | 0,19   |
| Diana, München                 | 77,30  | 19,12 | 0,91 | 2,29 | 0,12  | 0,43   |
| Mars und Venus, München 1575   | 94,12  | 00,30 | 4,77 | 0,67 | –     | 0,48   |

## Geschichte

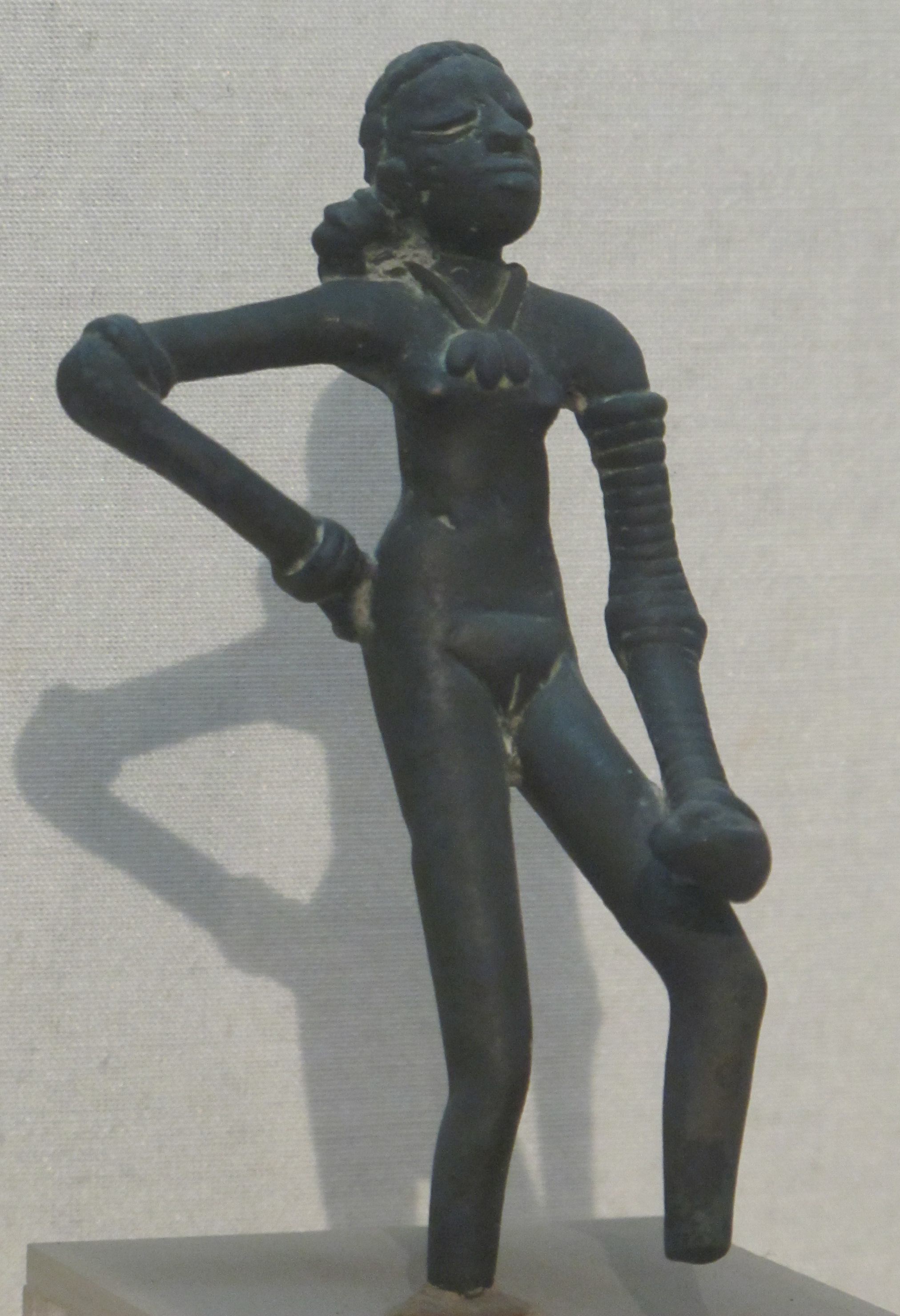
Mädchen (Tänzerin) aus Mohenjo-Daro

Zinnbronze ist ab der Mitte des 5. Jahrtausends v. Chr. in der Vinča-Kultur im serbischen Pločnik nachgewiesen. Sie entstand bei der Schmelze eines Kupfererzes mit natürlichem Zinnanteil. In den folgenden Jahrhunderten ist sie auch am Kaspischem Meer belegt, ab dem 3. Jahrtausend v. Chr. etwa in der Kura-Araxes-Kultur (Transkaukasien). Anders als in der Vinča-Kultur wurden hier die beiden Metalle Kupfer und Zinn zunächst separat gewonnen und dann gezielt legiert.
Der bereits im griechischen bekannte Begriff wird auch mit Brundisium in Verbindung gebracht, dem lateinischen Namen des heutigen süditalienischen Brindisi, das in der Antike, zu Neugriechenland gehörend, eine Art Zentrum der Bronzeverarbeitung und des Bronzehandels war.
Die gewerbsmäßige Herstellung von Bronze dürfte zwischen 2500 und 2000 v. Chr. in Vorderasien begonnen haben; in Mohenjo-Daro wurde die kleine Figur eines Mädchens (Tänzerin) gefunden. In China ist ebenfalls die Verwendung im 3. Jahrtausend v. Chr., spätestens während der Xia-Zeit dokumentiert.
Bronze gilt als eine der ersten von Menschen hergestellten und genutzten Legierungen. Sie ist bei bestimmten Zusammensetzungen sogar härter als reines Kupfer. Reines Kupfer schmilzt bei 1084,62 °C; Bronze mit 20 Masseprozent Zinn schon bei 900 °C (Diagramm hier). Die Zusammensetzung der frühesten Bronzen war oft noch von den eingesetzten Erzen abhängig; es entstanden Legierungen mit Arsen, dessen negativer Einfluss auf die mechanischen Eigenschaften heute bekannt ist. Auch bleihaltige Bronzen und – durch das verarbeitete Erz bedingt – solche mit Antimon entstanden und wurden verarbeitet.
Die Bronzezeit, als Nachfolgerin der Kupferzeit, die ihrerseits die Jungsteinzeit ablöste, brachte Bronzewaffen, Gerätschaften und Schmuck (Bronzefibeln) in der Aunjetitzer Kultur und der alpinen Bronzezeit. Bronzene Reibnägel ermöglichten Wagen mit lenkbaren Vorderachsen (Drehschemellenkung).
Das erforderliche Zinn war schon im 2. Jahrtausend vor Chr. Objekt weitgespannter Handelsbeziehungen. Bei vielen Bronzefunden aus jener Zeit im östlichen Mittelmeerraum wurde der Südwesten Großbritanniens als Quelle des Zinns nachgewiesen. Der damalige Wohlstand dieses Rohstoffgebietes fand seinen Ausdruck unter anderem in den Steinkreisen von Stonehenge.
Erste Anhaltspunkte für Eisenerzeugung aus Erz finden sich in Mesopotamien im frühen 3. Jahrtausend vor Chr., also bevor in den meisten Regionen die Bronzezeit begann. Es breitete sich in den meisten Regionen zunächst die Verwendung von Bronze aus, danach die Verwendung von Eisen. Zur frühen Eisenzeit werden die Urnenfelderkultur und die Lausitzer Kultur gerechnet. Schließlich wird mit der Hallstatt-Kultur die Antike eingeleitet. Bronze und Eisen wurden je nach Aufgabenstellung noch nebeneinander verwendet. Durch Versuch und Irrtum gelangte man zu kohlenstoffarmem Schmiedeeisen. Damit verlor die Bronze zunehmend an Bedeutung für die Herstellung von Handwaffen. Mit den Griechen und Römern erlebte die Waffentechnik eine bis dato nie gesehene Güte und entwickelte sich im Bauwesen. Auch Denkmäler aus Bronze belegen die großen Erfahrungen in der Antike. Das frühe Mittelalter verlieh neuen Auftrieb; Glockengießer und Stückgießer unterstützten die kirchliche und weltliche Herrschaft für einige Jahrhunderte, bis die Eisenverhüttung und der Eisenguss die Bronze ablösten.

## Nutzung

### Traditionelle Anwendungsbereiche von Bronzen

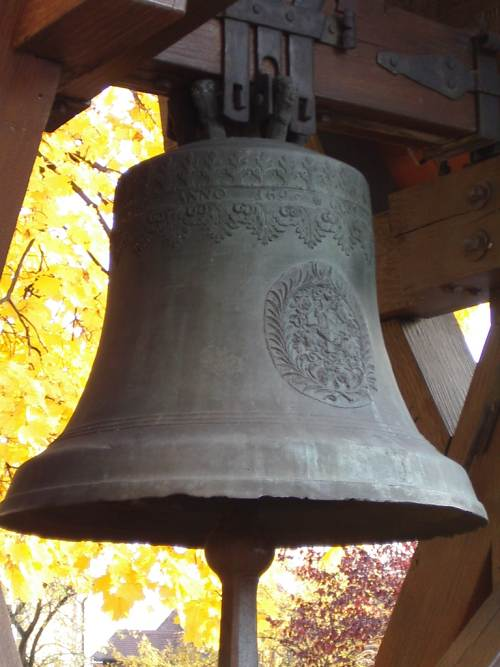
Bronzeglocke aus der Barockzeit (Gussjahr: 1694)

- Glocken und vergleichbare Klanginstrumente nichtchristlicher Religionen, Statuen von Lebensgröße bis zur Überdimensionierung und – seit Erfindung des Schießpulvers – Geschütze. Im Zweiten Weltkrieg wurden zahlreiche Glocken abgehängt, um Kupfer und Zinn für die Rüstung zu verwenden. Ein „Glockenfriedhof“ in Hamburg diente als Zwischenlager vor dem Schmelzofen. Bei Kriegsende befanden sich dort noch zahlreiche Glocken, die ihren Gemeinden zurückgegeben werden konnten.
- Kunstgegenstände (Kunstguss). Bekannt sind historische Bronzetüren, wie die Bernwardstür im Hildesheimer Dom,
- Kleinbronzen, Gedenktafeln und gegossene oder geprägte Medaillen (Bronzemedaille bei sportlichen Wettkämpfen),
- klangstarke Musikinstrumente wie Schlagzeugbecken und Hi-Hat,
- Formdüsen für die Nudelherstellung,
- antike bis neuzeitliche Münzen, beispielsweise As.

### Bronzen und Bronzelegierungen als Teil moderner Techniken
Kupfer-Zinn-Legierungen für unterschiedliche Techniken werden auch mit ebenso unterschiedlichen Legierungselementen den gestellten Forderungen angepasst. Der Zusatz von Nickel erhöht bei Gusslegierungen die Zähigkeit, bei Knetlegierungen die Festigkeit, Blei ist unverzichtbarer Bestandteil aller Lagerlegierungen: im Gefüge als metallisches Blei ausgeschieden, stützt es die für Lager wichtige Notlaufeigenschaft.
Ein weites Einsatzgebiet für Kupfer-Zinn-Legierungen ist der Maschinen- und Werkzeugbau, aber auch für Feder- und Kontaktelemente in der Elektrotechnik und Elektronik, z. B. in Schaltkreisfassungen mit vergoldeter Federbronze. Chemische und Nahrungsmittelindustrie nutzen die Korrosions- und Verschleißfestigkeit.
Zur Herstellung von Propellern für Seeschiffe sind klassische Zinnbronzen nicht geeignet, man setzt an ihrer Stelle Aluminium-Mehrstoffbronzen ein, die sich im Kontakt mit Seewasser kavitations- und korrosionsbeständig zeigen.
Ebenso, wie aus anderen Metallen und Legierungen Fein- und Feinstgranulate hergestellt werden – verbreitet als „Metallpulver“ bezeichnet (Kupferpulver, Aluminiumpulver) – so auch aus Bronze. Pyrophore Eigenschaften machen alle Metallpulver zum Bestandteil von Feuerwerkskörpern, wichtiger ist aber, dass sie die Technik des Pulverflammspritzens zur Herstellung dreidimensionaler Gegenstände ermöglichen. Durch zusätzliches heißisostatisches Verpressen (Sintern) werden hierbei Eigenschaften eines Metallmodells erzielt und damit bei der Fertigung von Prototypen und Kleinserien Zeit und Kosten eingespart.

### Bronzeimitat
Durch Vermischen von Bronzepulver mit flüssigem Kunstharz wie bei der Kaltgussbronze werden billige Bronzeimitate hergestellt.

### Patinieren
Durch Firnisbrand kann Bronze oberflächlich braun eingefärbt werden.
Wie bei Kupfer kann auch eine grünliche bis bläuliche Patina auftreten bzw. hervorgerufen werden.

## Galerie

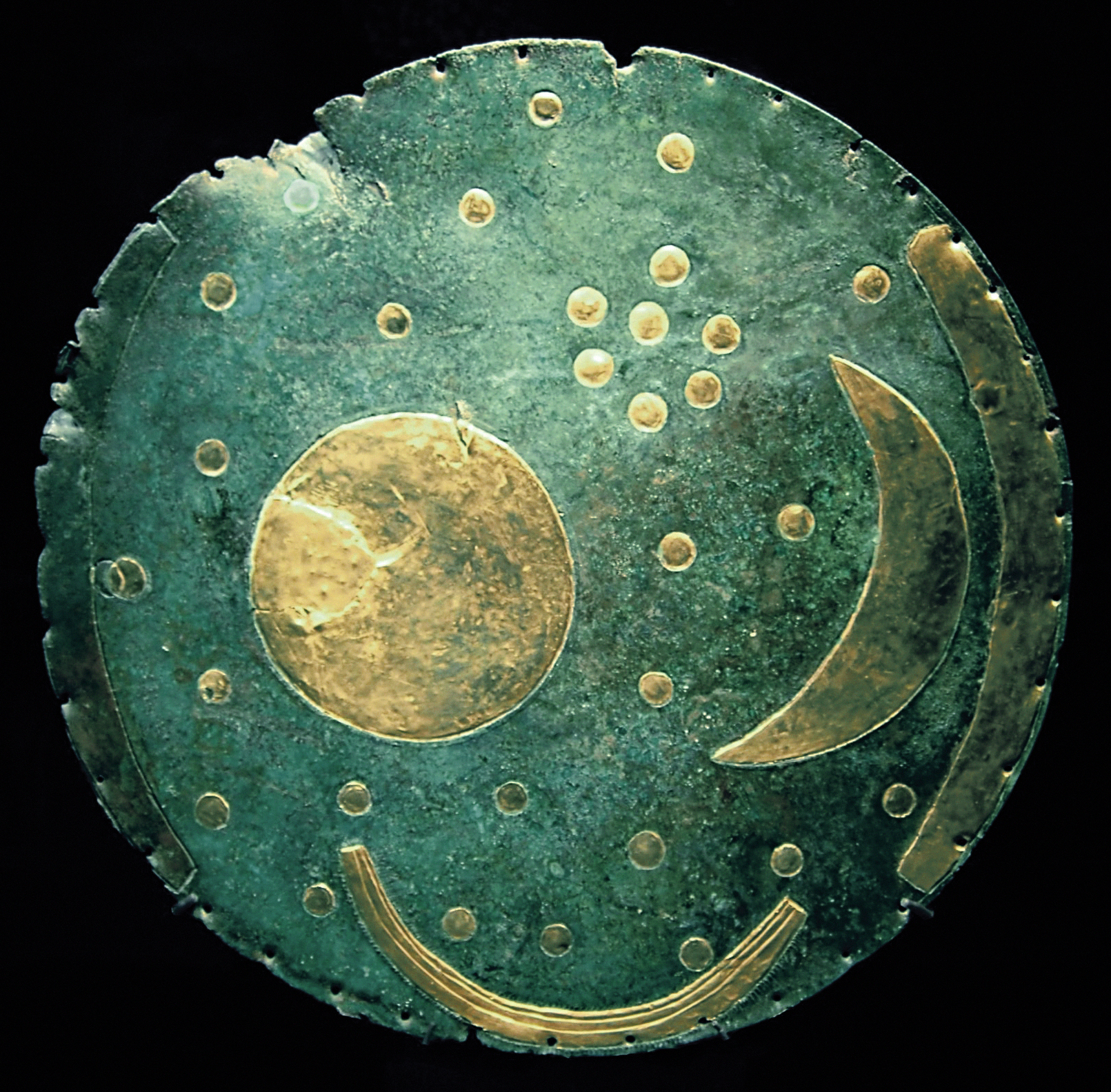
Himmelsscheibe von Nebra (2100–1700 v. Chr.)
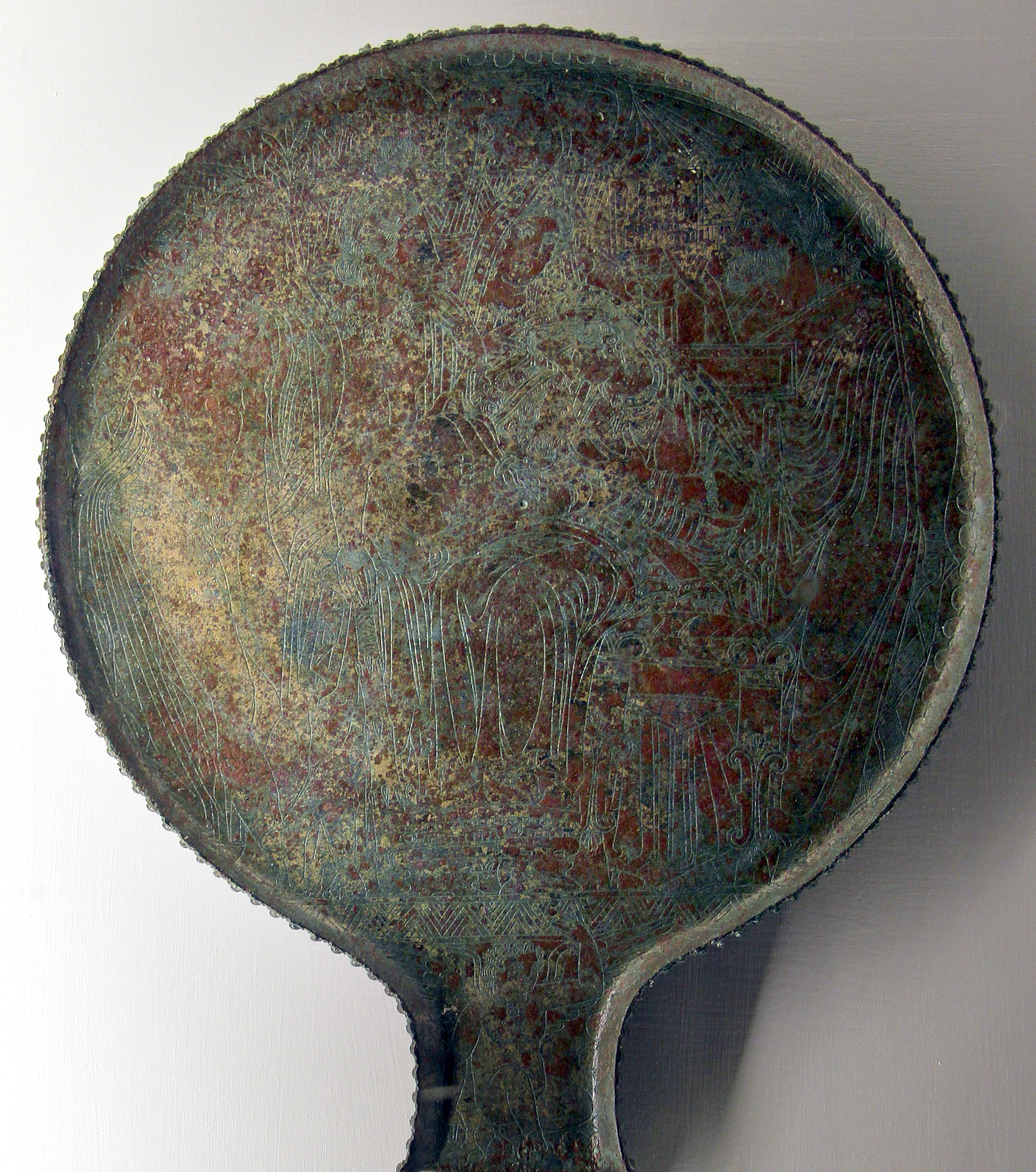
Etruskischer Bronzespiegel von Volterra (325–300 v. Chr.)
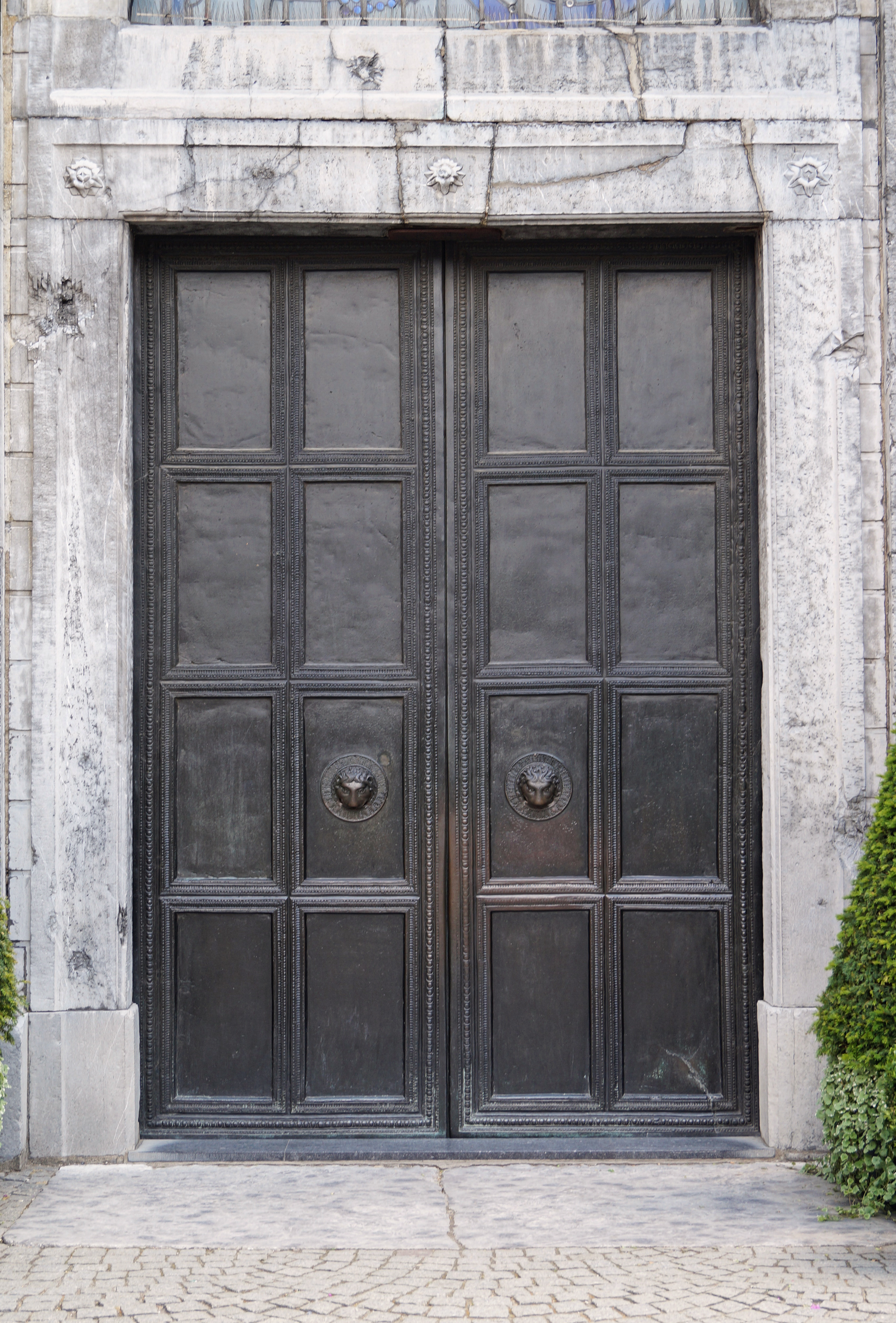
Wolfstür um 800 – das zweiflügelige bronzene Portal des Aachener Doms
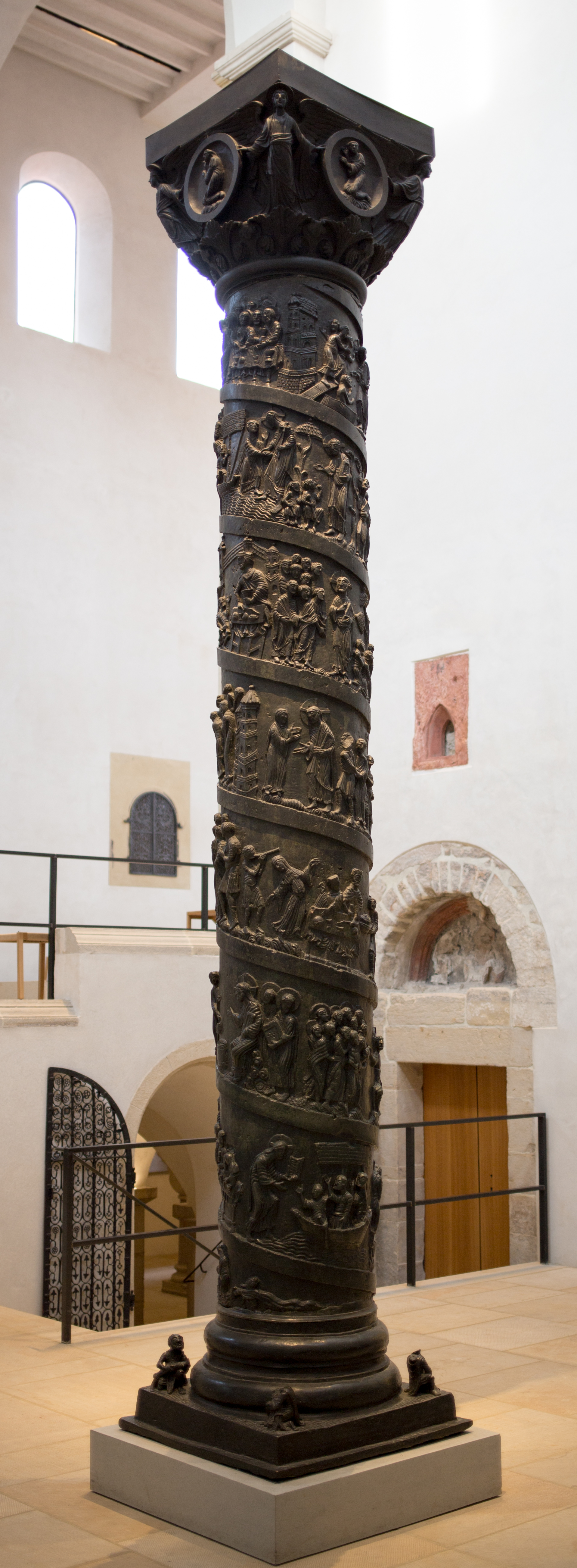
Bernwardssäule, ca. 11. Jh., im Hildesheimer Dom
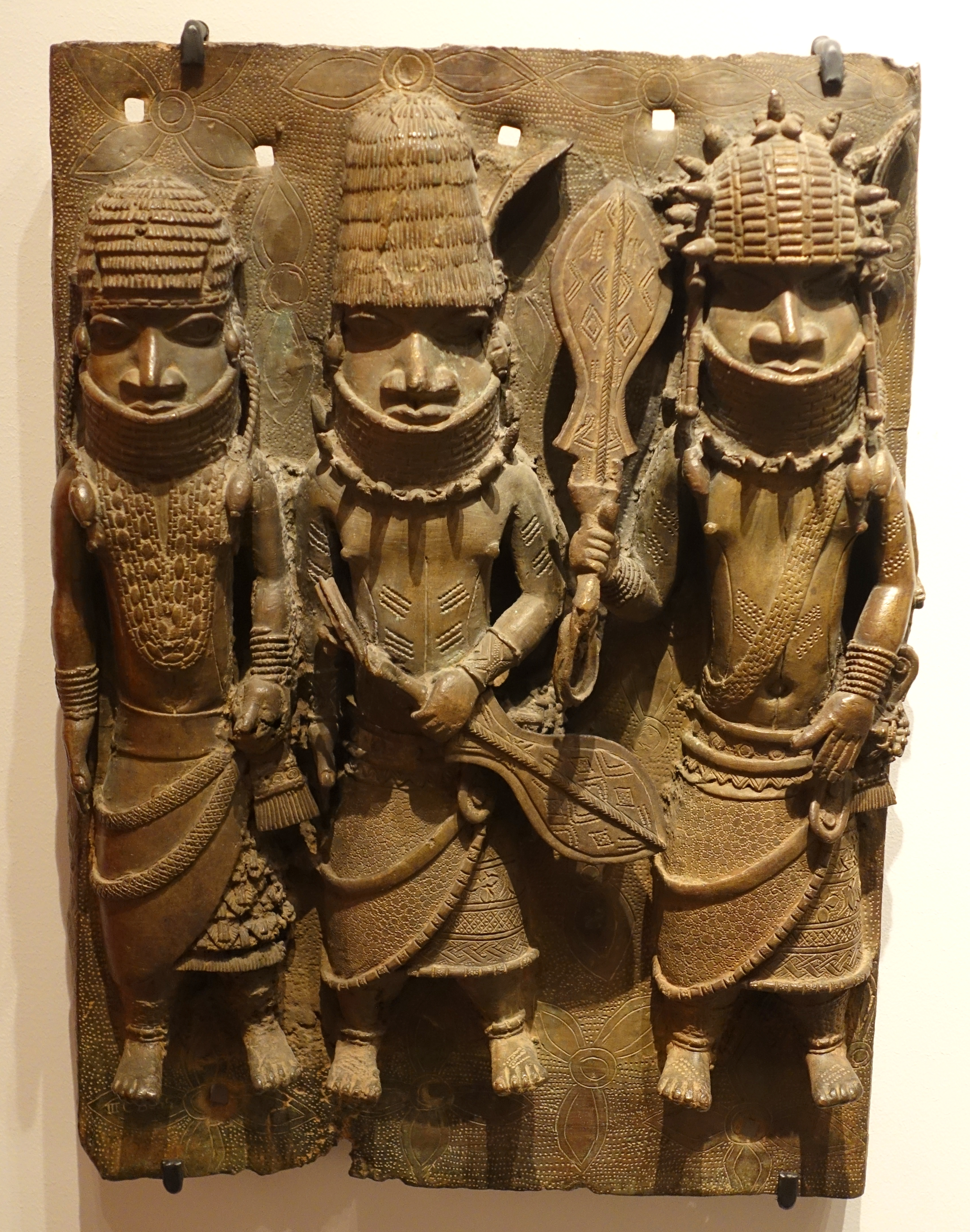
Bronzerelief einer Herrschergruppe aus dem Königreich Benin, 16./17. Jh., Ethnologisches Museum, Berlin
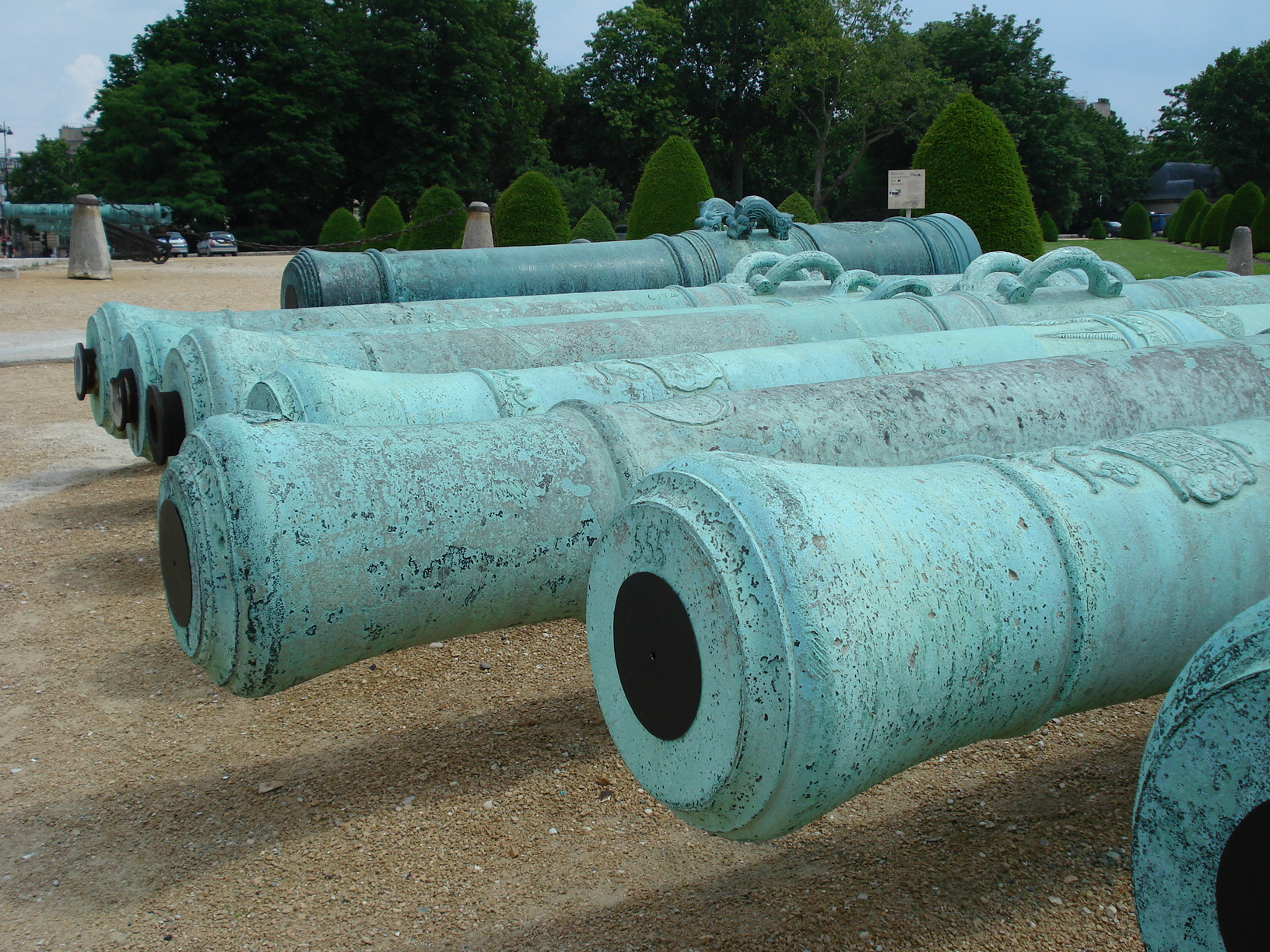
Bronzekanonen vor dem Invalidendom in Paris
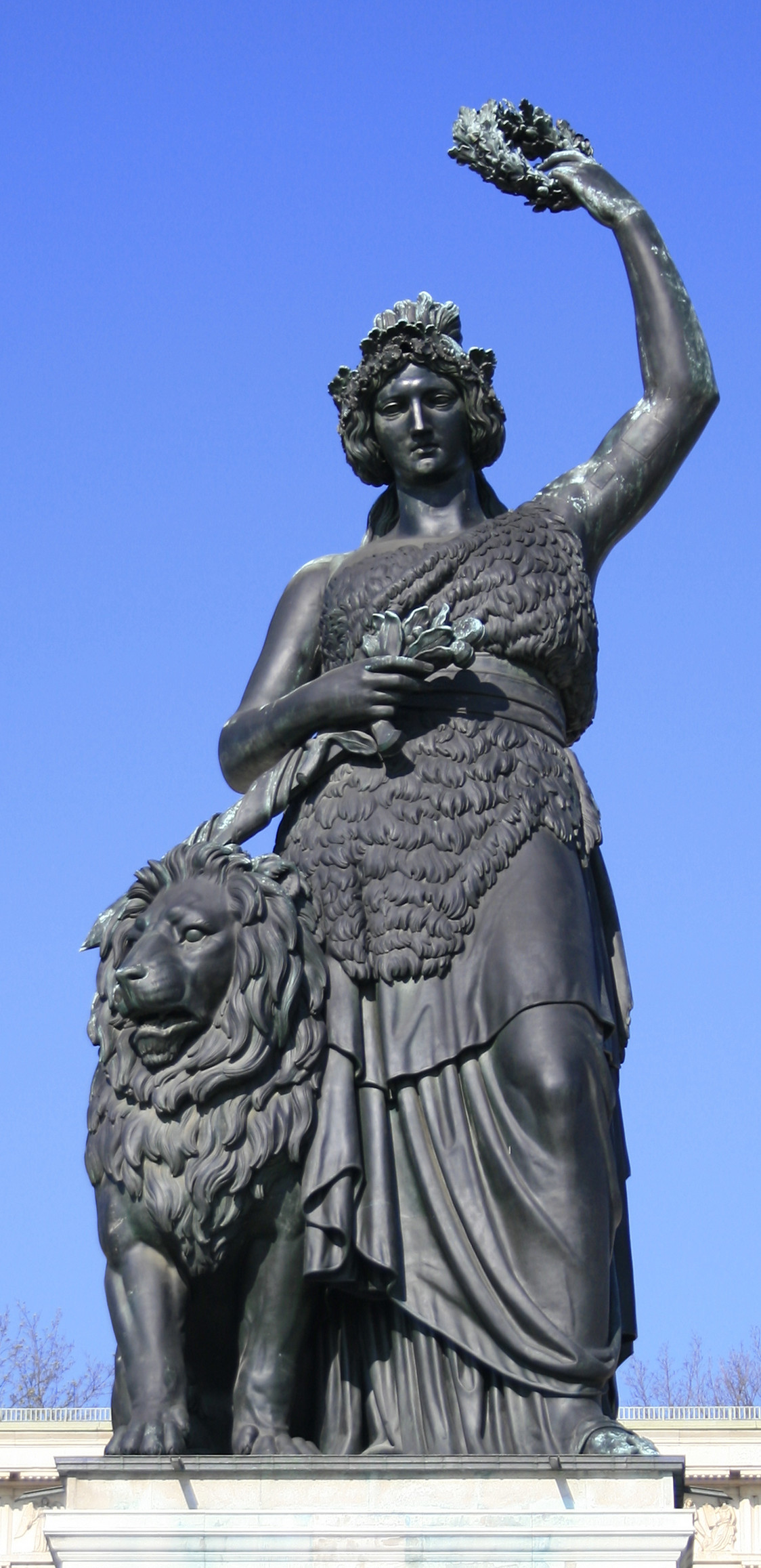
Bavaria und Bayerischer Löwe. Bronzehohlguss in Sand, 87 Tonnen
Bildguss aus Bronze, ca. 1900
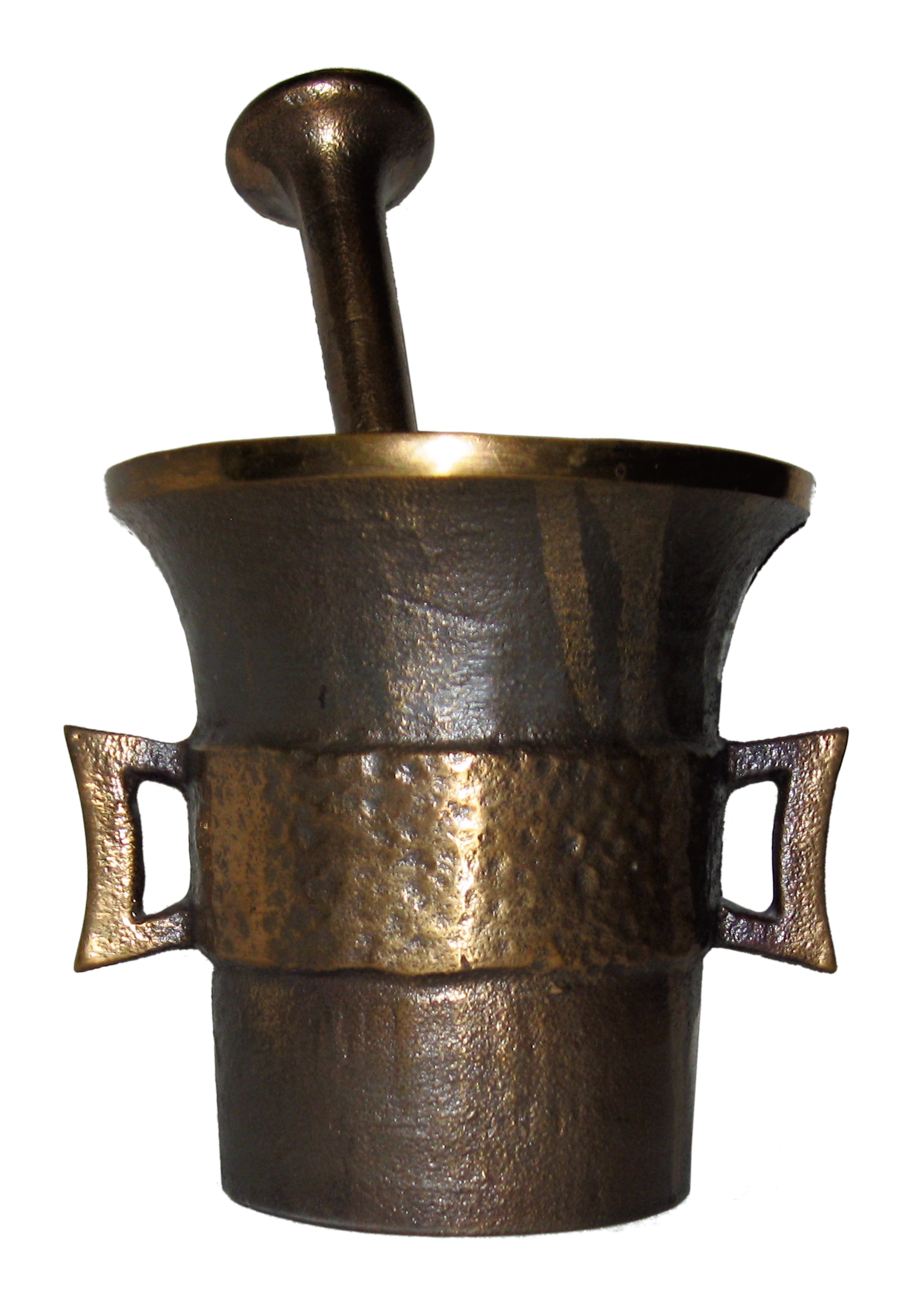
Bronze-Kunstguss eines Mörsers, unsigniertes Serienstück
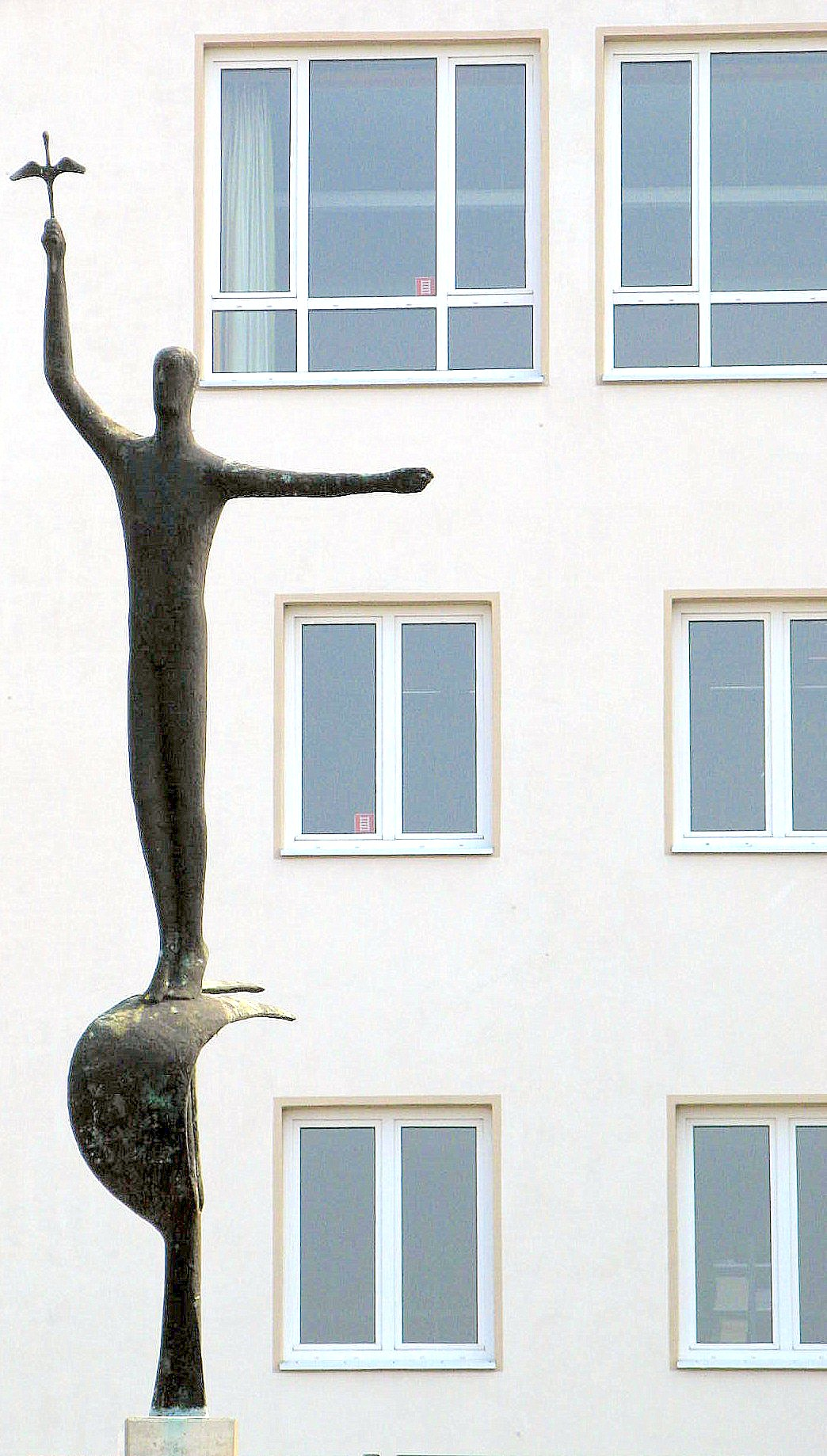
Bronzeskulptur Merkur, Ernst Dostal, 1961, Wiesbaden